# La caça de l'estruç
La caça de l'estruç és un dibuix de Blai Ametller que actualment forma part de la col·lecció permanent del Museu Nacional d'Art de Catalunya.

## Descripció
El tema de la caça de l'estruç va ser un dels motius més visitats pels gravadors d'èpoques anteriors, fins al punt de convertir-se en un lloc comú en el repertori figuratiu dels gravadors dels segles xvi i xvii, entre els quals sobresurten, atesa la seva indubtable fortuna, Antonio Tempesta i Philippe Galle, autors d'escenes centrades en aquesta activitat cinegètica i que en el segle xviii popularitzà Carle Vanloo, autor d'una tela pintada el 1738 que va formar part del conjunt decoratiu que, centrat en la iconografia de les caces exòtiques, va encarregar el rei Lluís XV per a la decoració del palau de Versalles. Precisament, el gravat d'Ametller, que havia estat dibuixat per Pasqual Pere Moles durant la seva estada formativa a París entre el 1768 i el 1774, tradueix la pintura de Vanloo; per tant, és errònia la inscripció que el mateix gravador va incloure al peu de l'estampa i que l'atribuïa a François Boucher. El 1803, la Real Calcografía de Madrid va encarregar la conclusió del gravat a Ametller.